# Kim Tae-yeon (Fußballspieler, 1988)
Kim Tae-yeon (* 27. Juni 1988 in Seoul) ist ein südkoreanischer Fußballspieler.

## Karriere

### Verein
Als Jugendlicher spielte er von 2004 bis 2005 in Frankreich beim FC Metz. Seinen ersten Vertrag unterschrieb er in Japan beim J1-League-Club Vissel Kōbe. Hier absolvierte er zehn Spiele. 2010 wechselte er in die zweite japanische Liga, der J2 League zu Ehime FC. Nach 28 Spielen zog es ihn zum J2-League-Konkurrenten Mito HollyHock, wo er in 47 Spielen zwei Tore schoss. 2010 schloss er sich den J2-League-Club Fagiano Okayama an, wo er in 22 Spielen einmal das Tor traf. 2011 zog es ihn in die japanische Hauptstadt Tokio, wo er bei Tokyo Verdy einen Vertrag unterschrieb aber nicht zum Einsatz kam. Nach der Hinserie ging er in sein Heimatland Südkorea, wo er bei Daejeon Citizen einen Vertrag unterschrieb. Für den Verein spielte er 79-mal in der K League Classic und schoss fünf Tore. In der Zeit von 2014 bis 2015 spielte er wenig erfolgreich bei Shenyang Zhongze FC, Gwangju FC und Busan IPark. 2016 ging er wieder nach Japan, um bei Roasso Kumamoto 31 Spiele zu absolvieren. 2017 fing ein neues Kapitel seiner Laufbahn an. Er ging nach Thailand in die Thai League und unterschrieb einen Vertrag bei Pattaya United. Hier absolvierte er seit 2017 66 Spiele. Für die Saison 2019 unterschrieb Kim einen Vertrag bei Samut Prakan City FC. Hier absolvierte er bis Juli 2019 15 Spiele und schoss dabei ein Tor. Mitte 2019 wurde sein Vertrag nicht verlängert. Von Mitte 2019 bis Ende 2019 war er vertrags- und vereinslos. Anfang 2020 verpflichtete ihn der Hwaseong FC. Das südkoreanische Fußballfranchise aus Hwaseong spielte in der dritten Liga, der K3 League. Nach einer Saison wechselte er Anfang 2021 zum Viertligisten Jeonju FC.

### Nationalmannschaft
2007 spielte Kim Tae-yeon einmal für die südkoreanische U20-Nationalmannschaft.